# Beach City (Texas)
Beach City is een plaats (city) in de Amerikaanse staat Texas, en valt bestuurlijk gezien onder Chambers County.

## Demografie
Bij de volkstelling in 2000 werd het aantal inwoners vastgesteld op 1645.
In 2006 is het aantal inwoners door het United States Census Bureau geschat op 1783, een stijging van 138 (8,4%).

## Geografie
Volgens het United States Census Bureau beslaat de plaats een oppervlakte van
11,5 km², geheel bestaande uit land.

## Plaatsen in de nabije omgeving
De onderstaande figuur toont nabijgelegen plaatsen in een straal van 20 km rond Beach City.